# 이재정 (1974년)
이재정(李在汀, 1974년 8월 2일~)은 대한민국의 변호사 출신 정치인으로, 제20·21·22대 국회의원이다. 정계 입문 이전에는 민주사회를 위한 변호사모임, 참여연대 등의 단체에서 활동하였다. 본관은 경주이며 대구 출생이다.
1974년에 대구에서 태어났고 종교는 천주교이며 세례명은 '아녜스'이다.
대구 성화여자고등학교, 경북대학교 법과대학을 나왔다. 고등학교에서 고등학생 운동을 시작하여 풍물, 마당극단 활동을 했다. 제45회 사법시험에 합격하였고 사법연수원 35기를 수료하였다. 이후 인권변호사의 길을 걸었는데, 민변 회원으로서 다양한 활동을 하였다. 민변 사무차장, 참여연대 공익법센터 운영위원, 국민TV 보관됨 2013-08-05 - 웨이백 머신 비상임이사 등으로서 활동하였다. '나꼼수 선거법 위반 사건', '육군 대위의 이명박 대통령 모욕죄 사건' 등을 변호했다. 국민TV에서 <이재정의 70.5>를 진행하였다.
2016년 제20대 국회의원 선거에서 더불어민주당 비례대표(5번) 후보로 참여하여 의회에 진출하였다. 같은 해 5월 5일 기동민과 원내대변인으로 임명되었다. 영, 호남 지역 안배가 고려되었다.
2018년 8월, 더불어민주당 당대변인으로 임명되어, 2020년 8월까지 당대변인으로 활동하였다.
2018년 더불어민주당 지역위원장 공모에 경기도 안양시 동안구 을 지역위원장공모에 신청하여, 임명되었다.
2019년 12월 13일, 더불어민주당 당헌당규에 따라 안양시 동안구을 지역위원장직에서 사퇴하였다.

## 학력
- 성화여자고등학교 졸업(1993년)
- 경북대학교 법과대학 사법학과(1997년 학사)
- 연세대학교 언론홍보대학원 언론홍보학 석사

## 경력
- 2003년: 제45회 사법시험 합격
- 법무법인 동화 변호사
- 대한안과의사회 고문 변호사
- 투명사회를 위한 정보공개센터 이사
- 민주사회를 위한 변호사 모임 사무차장
- 참여연대 공익법센터 운영위원
- 다시함께센터 법률지원변호사
- 한국이주여성인권센터 상담위원
- 2016년 4월 13일: 대한민국 제20대 국회의원 선거 당선(비례대표, 더불어민주당, 초선)
- 2016년 5월~2017년 5월: 더불어민주당 원내대변인
- 2016년 12월: 더불어민주당 국민통합위원회 상임부위원장
- 2017년 4월~2017년 5월: 제19대 대통령선거 더불어민주당 문재인후보 국민주권선거대책위원회 공보단 대변인
- 2017년 6월~2018년 8월: 더불어민주당 정책위원회 부의장
- 2017년 8월~2018년 8월: 더불어민주당 정당발전위원회 위원
- 2017년 8월~2018년 8월: 더불어민주당 적폐청산위원회 위원
- 2018년 8월~2020년 8월: 더불어민주당 대변인
- 2019년 5월~2020년 9월: 민주연구원 부원장
- 2018년 8월~: 더불어민주당 경기도당 안양시 동안구 을 지역위원회 위원장
- 2020년 4월 15일: 대한민국 제21대 국회의원 선거 당선(경기 안양시 동안구 을, 더불어민주당, 재선)
- 2021년 5월~ 더불어민주당 정책위원회 선임부의장
- 2022년 3월~2022년 5월: 제8회 전국동시지방선거 더불어민주당 경기도당 공직선거후보자재심위원회 위원장
- 2022년 11월~2024년 10월: 더불어민주당 전국여성위원회 위원장
- 2023년 11월~2024년 4월: 더불어민주당 제22대 총선기획단 위원
- 2024년 4월 10일: 대한민국 제22대 국회의원 선거 당선(경기 안양시 동안구 을, 더불어민주당, 3선)

### 의정 활동
- 2016년 5월 30일 ~ 2020년 5월 29일: 제20대 국회의원(비례대표, 더불어민주당, 초선)
  - 2016년 6월~2017년 5월: 제20대 국회 운영위원회 위원
  - 2016년 6월~2016년 9월: 제20대 국회 전반기 미래창조과학방송통신위원회 위원
  - 2016년 9월~2017년 7월: 제20대 국회 전반기 안전행정위원회 위원
  - 2017년 6월~2017년 12월: 제20대 국회 헌법개정특별위원회 위원
  - 2017년 7월~2018년 6월: 제20대 국회 전반기 행정안전위원회 위원
  - 2017년 9월: 제20대 국회 대법원장(김명수) 임명동의에 관한 인사청문특별위원회 위원
  - 2018년 1월~2018년 5월: 제20대 국회 사법개혁특별위원회 위원
  - 2018년 7월~2020년 5월: 제20대 국회 후반기 행정안전위원회 위원
  - 2018년 7월: 제20대 국회 대법관(김선수·이동원·노정희) 임명동의에 관한 인사청문특별위원회 위원
  - 2018년 9월: 제20대 국회 헌법재판소장(유남석) 임명동의에 관한 인사청문특별위원회 위원
  - 2018년 10월~2019년 6월: 제20대 국회 남북경제협력 특별위원회 위원
  - 2018년 12월: 제20대 국회 대법관(김상환) 임명동의에 관한 인사청문특별위원회 위원
  - 2018년 12월~2020년 5월: 제20대 국회 공공부문 채용비리 의혹과 관련된 국정조사특별위원회 위원
- 2020년 5월 30일 ~ 2024년 5월 29일: 제21대 국회의원(경기 안양시 동안구 을, 더불어민주당, 재선)
  - 2020년 6월~2021년 5월: 제21대 국회 전반기 외교통일위원회 위원
  - 2020년 9월~2022년 5월: 제21대 국회 전반기 윤리특별위원회 위원
  - 2021년 5월~2022년 5월: 제21대 국회 전반기 외교통일위원회 간사
  - 2021년 5월~2022년 5월: 제21대 국회 전반기 외교통일위원회 법안심사소위원회 위원장
  - 2022년 5월~2022년 5월: 제21대 국회 전반기 외교통일위원회 위원장 직무대리
  - 2022년 7월~2023년 6월: 제21대 국회 후반기 외교통일위원회 간사
  - 2023년 6월~2024년 5월: 제21대 국회 후반기 산업통상자원중소벤처기업위원회 위원장
- 2024년 5월 30일 ~: 제22대 국회의원(경기 안양시 동안구 을, 더불어민주당, 3선)
  - 2024년 6월~: 제22대 국회 전반기 외교통일위원회 위원
  - 2024년 6월~2024년 6월: 제22대 국회 전반기 여성가족위원회 위원
  - 2025년 7월~2025년 7월: 제22대 국회 헌법재판소 재판관 후보자를 겸하는 헌법재판소장(김상환) 임명동의에 관한 인사청문 특별위원회 위원장

## 저서

### 단독저서
- 이재정. 《캐비닛의 비밀》. 한티재. 2018년. ISBN 9788997090839

### 공동저서
- 이석태·김재영·김진·이상희·이재정. 《일본군 위안부 문제》. 민족문제연구소. 2009년. ISBN 9788993741001

## 논란
- 국회 최초 같은 여성에게 미투당한 여성 정치인

이재정은 변호사 시절 성희롱을 당했던 후배 여성 변호사에게 피해 사실을 문제 삼지 말라고 했다고 한다. 법조계에 따르면 민주사회를위한변호사모임(통칭 민변)의 내부 게시판에 이 의원의 언론 인터뷰가 실린 직후 A 변호사가 글을 올렸다. A 변호사는 글에서 "제가 "제가 ○○(법무법인 이름)에서 성희롱을 당했을 때 '현명한 선택을 하라'고 종용하셨던 분이 바로 이재정 변호사님"이라고 했다. 이어 "저는 저분(이 의원)이 저한테 하셨던 걸 생각하면 피가 거꾸로 솟는다. 지금도 손이 떨린다"고 했다. 게시판 글 내용이 퍼지자 법조계에선 "이 의원이 이중적인 모습을 보인 것 아니냐"는 반응이 나왔다.

## 역대 선거 결과
|  | 25.54% |

|  | 54.15% |

|  | 53.86% |

## 소속 정당
| 소속 정당 | 소속 정당    | 소속 기간 | 비고      |
| --------- | ------------ | --------- | --------- |
|           | 더불어민주당 | 2016~현재 | 정계 입문 |

## 같이 보기
- 박주민
- 대한민국 제20대 국회의원 선거 더불어민주당 후보 목록#비례대표
- 안양시 동안구 을
- 안양시 동안구의 국회의원
- 장경욱